# Pietro Pittofrati
Pietro Pittofrati (Pra', 4 aprile 1945) è un ex calciatore italiano, di ruolo centrocampista.
Noto anche come Piero Pittofrati, ha giocato 110 partite in Serie B, 178 in Serie C e 26 in Serie C2.

## Caratteristiche tecniche
Giocava come mezzala, con compiti prevalentemente di regia. Sul finale di carriera arretra il suo raggio d'azione, posizionandosi davanti alla difesa.

## Biografia
Dopo aver giocato nell'Entella, è rimasto a vivere a Chiavari dove tuttora vive e lavora come commercialista essendosi diplomato come ragioniere.

## Carriera
Cresciuto nella Robur Pegli, nel 1964 passa al Savona, club con cui vince il Girone A della Serie C 1965-1966, ottenendo la promozione in cadetteria. Nel 1966, dopo 26 presenze ed una rete con gli striscioni, passa all'Entella, disputando un campionato da titolare con 34 presenze.
La stagione seguente passa al Como, sempre in terza serie; la squadra termina il campionato al primo posto ottenendo la promozione in Serie B, e Pittofrati viene anche convocato nella Nazionale Semiprofessionisti. Con i lariani disputa tre stagioni tra i cadetti, ottenendo come massimo risultato il settimo posto nella stagione 1968-1969.
Nel 1971, dopo 140 presenze ed 8 reti con il Como, passa al Brescia in uno scambio che coinvolge anche Renato Cipollini, e vi rimane per una stagione. L'anno successivo viene ceduto a titolo definitivo al Piacenza, in terza serie. Lascerà gli emiliani già nel novembre 1972, dopo 4 presenze in campionato, per approdare al Messina. Con i siciliani giocherà 29 incontri segnando 6 reti nel Girone C della Serie C 1972-1973, chiuso al diciottesimo posto, posizione che condannerà il club alla retrocessione in Serie D.
Nel 1973 si trasferisce al Viareggio, sempre in Serie C, e anche in questo caso la squadra retrocede. Nell'ottobre 1974 passa all'Omegna, in Serie D: con i piemontesi gioca cinque stagioni, risultando il capocannoniere della squadra nel campionato 1974-1975 con 8 reti, e ottiene la promozione in terza serie nella stagione 1976-1977. Viene riconfermato anche per il campionato di Serie C 1977-1978, concluso con l'ammissione alla neonata Serie C2; nel 1978, inizialmente posto fuori rosa, decide di interrompere l'attività agonistica, salvo riprenderla nel corso della stagione, culminata con una nuova retrocessione.
Nel 1979 torna a giocare con l'Entella, club con cui ottiene il settimo posto nel Girone B della Promozione ligure. Chiude la carriera nella Pra' Folgore, società genovese delle serie inferiori.

## Palmarès

### Club

#### Competizioni nazionali
- Campionato italiano Serie C: 2

Savona: 1965-1966
Como: 1967-1968
- Campionato italiano Serie D: 1

Omegna: 1976-1977